# Elephant (singel Alexandry Burke)
Elephant to singel brytyjskiej piosenkarki pop/R&B Alexandry Burke. Jest to pierwszy singel z drugiego albumu "Heartbreak on Hold". Autorami tekstu są Alexandra Burke, Brittany Burton, Josh Wilkinson, Erick Morillo, Harry Romero, Jose Nuñez, natomiast produkcją singla zajęli się Sympho Nympho oraz Mike Spencer. W Wielkiej Brytanii singel został wydany 11 marca 2012 roku w formacie digital download. Utwór jest wykonywany wraz z kolumbijskim DJ-em Erickiem Morillo.

## Format wydania
Digital download
1. "Elephant" – 3:50
2. "Elephant" (Sympho Nympho Remix) – 5:31
3. "Elephant" (Breathless Version) – 4:05

CD Single
1. "Elephant" – 3:50
2. "Elephant" (Sympho Nympho Remix) – 5:31

Wideboys Remixes single
1. "Elephant" (Wideboys Extended Remix) - 6:07
2. "Elephant" (Wideboys Dub Remix) - 6:07
3. "Elephant" (Wideboys Radio Edit) - 4:02

## Notowania
| Lista                                         | Najwyższa pozycja |
| --------------------------------------------- | ----------------- |
| Ultratop 50 (Belgia)                          | 43                |
| Ultratip Flandria (Belgia)                    | 11                |
| Croatian Airplay Radio Chart (Chorwacja)      | 40                |
| IFPI (Czechy                                  | 54                |
| Irish Singles Chart (Irlandia)                | 7                 |
| The Official Charts Company (Szkocja)         | 2                 |
| IFPI (Słowacja)                               | 14                |
| The Official Charts Company (Wielka Brytania) | 3                 |
| UK Dance Chart (Wielka Brytania)              | 1                 |